# Julieta Monginho
Julieta Monginho (Lisboa, 1958) é uma escritora portuguesa e magistrada do Ministério Público.

## Biografia
Nasceu em Lisboa, com raízes no Alentejo, onde os pais nasceram e ela própria viveu na infância e na adolescência. 
Regressada a Lisboa, licenciou-se em Direito, tendo frequentado o Centro de Estudos Judiciários em 1983. Especializou-se na Jurisdição de Família e Menores, tendo exercido funções nos Tribunais de Família e Menores de Lisboa e Cascais.
Exerceu ainda funções como Procuradora-Geral Adjunta na Procuradoria Geral Regional de Lisboa.

## Obras
- Juízo perfeito (1996)
- A paixão segundo os infiéis (1998)
- À tua espera (2000)
- Dicionário dos livros sensíveis (2000)
- Onde está J.? : diário (2002)
- A árvore no meio da sala (2003) (co-autora)[1]
- A construção da noite (2005)
- A terceira mãe (2008)
- António, Maria (2010)
- Metade maior (2012)
- Um muro no meio do caminho (2017)
- Volta ao Mundo em Vinte Dias e Meio (2021)

## Prémios
- Prémio Máxima de Literatura 2000, com À tua espera
- Grande Prémio de Romance e Novela APE/IPLB 2008, com A terceira mãe
- Grande Prémio de Romance e Novela APE/IPLB 2021, com Volta ao Mundo em Vinte Dias e Meio
- Prémio Fernando Namora (2019) com Um muro no meio do caminho
- Prémio de ficção narrativa do PEN Clube (2019) com Um Muro no Meio do Caminho